# Косицкое (Калужская область)
Косицкое — деревня в Медынском районе Калужской области России. Входит в сельское поселение «Деревня Гусево». До упразднения уездно-губернского деления входило в состав входило в состав Тупцовского стана, затем Гиреевской волости Медынского уезда .

## Этимология
В разных источниках постоянно «переименовывалось».
- Косицы — украшения крестьянских изб, в виде дощечек, украшенных узорами и прибиваемые к выступающим краям крыши [2]
- Григорий Андреевич Косицкий — первый известный владелец Косицкого, тогда пустоши Сицевициной.

## География
Находится в пределах Смоленско-Московской возвышенности Русской равнины, на правом  берегу реки Шаня, в  20 км от города Медынь, и в 3,7 км от деревни Гусево.

## История

### XIX век
1862—1863 г.г.: Деревня принадлежит помещице Груздевой М. П.

## Население
| 2002 | 2010 |
| ---- | ---- |
| 4    | ↘0   |

## Инфраструктура
Личное подсобное хозяйство с зоной сельскохозяйственного использования, индивидуальная застройка усадебного типа.

## Транспорт
Деревня доступна по просёлочным дорогам.